# Triunity
Triunity er et splitalbum mellem to franske metalbands: Black metal-bandet Blut aus Nord og industrial doom metal-bandet P.H.O.B.O.S., udgivet i 2014.

## Spor
1. Blut aus Nord – "De Librio Arbitrio" - 7:10
2. Blut aus Nord – "Hùbris" - 6:10
3. Blut aus Nord – "Némeïnn" - 6:15
4. P.H.O.B.O.S. – "Glowing Phosphoros" - 7:00
5. P.H.O.B.O.S. – "Transfixed at Golgotha" - 7:00
6. P.H.O.B.O.S. – "Ahrimanic Impulse Victory" - 7:00